# بزمجه مرتنز
 بزمجه مرتنز(نام علمی: Varanus mertensi) نام یک گونه از سرده بزمجه است.